# Restless (film, 2011)
Pour les articles homonymes, voir Restless.
Pour plus de détails, voir Fiche technique et Distribution.
Restless est un film américain réalisé par Gus Van Sant, inspiré de la pièce de théâtre de Jason Lew, dont la sortie en salles en France a eu lieu le 21 septembre 2011. Le film a été présenté en sélection officielle du festival de Cannes 2011 dans la section Un Certain regard.

## Synopsis
Depuis la mort tragique de ses parents, le jeune Enoch a comme passe-temps favori de participer aux funérailles d’inconnus et de converser avec son ami imaginaire Hiroshi, fantôme d'un kamikaze japonais. Un jour, sa route croise celle d'Annabel, une jolie jeune fille en phase terminale d'un cancer, et qui malgré tout continue de croquer la vie à pleines dents. Entre eux débute alors une singulière histoire d'amour où chaque minute est importante...

## Fiche technique
- Titre : Restless
- Réalisation : Gus Van Sant
- Scénario : Jason Lew
- Photographie : Harris Savides
- Montage : Elliot Graham
- Musique : Danny Elfman
- Production : Imagine Entertainment, Columbia Pictures
- Budget : 8 millions de dollars[1]
- Distribution :
  -  France : Sony Pictures Releasing France
- Genre : Drame
- Durée : 91 minutes

## Distribution
- Mia Wasikowska : Annabel
- Henry Hopper (VFB : Maxime Donnay) : Enoch Brae
- Ryo Kase : Hiroshi
- Schuyler Fisk : Elizabeth Cotton, la sœur d'Annabel
- Jane Adams : Mabel Tell, la tante d'Enoch
- Lusia Strus : Rachel, la mère d'Annabel
- Chin Han : Dr Lee

## Bande originale
Le film s'ouvre avec un morceau des Beatles, « Two of Us ».

## Anecdote
La thématique du film n'est pas sans rappeler celle d'Harold et Maude (1971).